# Ajeromi-Ifelodun
Ajeromi-Ifelodun é uma área de governo local na Divisião Badagry, de Lagos. Sua área é de 13.9 km² e a população de 687,316 ou 68,094 habitantes por quilômetro quadrado, entre os que não são os mais densos do mundo.